# Juan-Fernández-Inseln
Die Juan-Fernández-Inseln (auch: Juan-Fernández-Archipel) sind eine zu Chile gehörende Inselgruppe im südlichen Pazifik. Die Inseln sind vulkanischen Ursprungs und liegen zwischen 601 km (Isla Robinson Crusoe) und 747 km (Isla Alejandro Selkirk) westlich des chilenischen Festlandes, etwa auf der geographischen Breite der chilenischen Hafenstadt Valparaíso.
Der administrativ zur chilenischen V. Region (Región de Valparaíso) gehörende Archipel besteht aus den drei folgenden Hauptinseln:
- Robinson Crusoe (früher Isla Más a Tierra), 47,9 km² groß, als einzige Insel der Gruppe bewohnt. Hauptsiedlung ist San Juan Bautista mit etwa 800 Einwohnern.
- Alejandro Selkirk (früher Isla Más Afuera), 49,5 km² groß, liegt 160 Kilometer westlich der Isla Robinson Crusoe.
- Santa Clara, 2,2 km² groß,[1] liegt wenige Kilometer südwestlich der Insel Robinson Crusoe.

## Geschichte

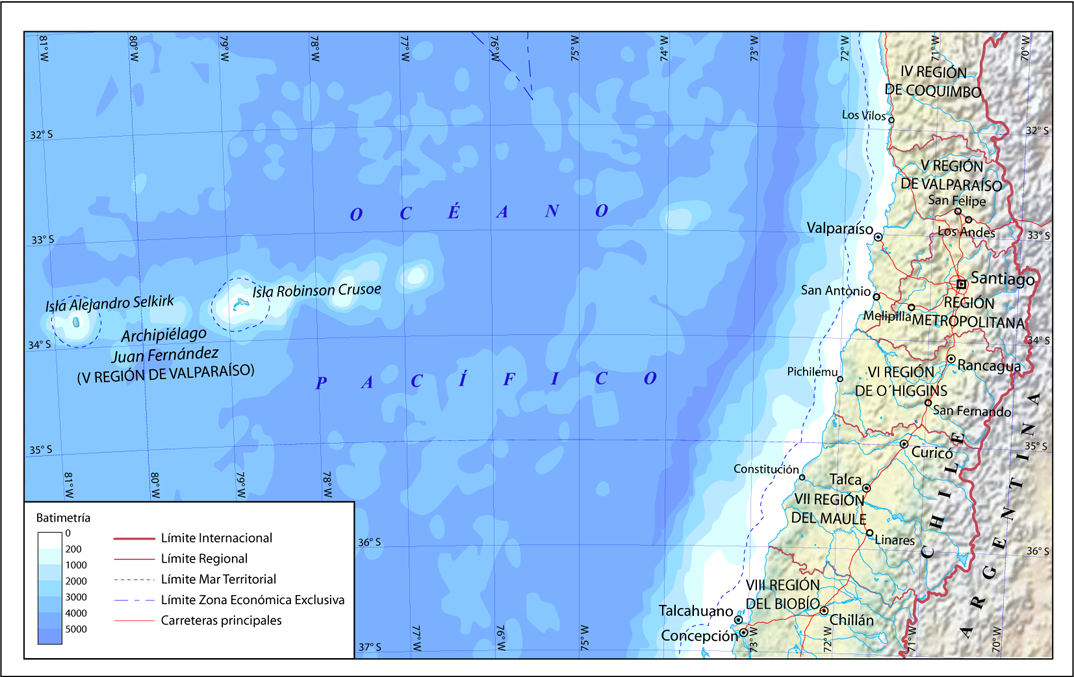
Lage der Juan Fernández-Inseln westlich von Festland-Chile

Am 22. November 1574 entdeckte der spanische Seefahrer Juan Fernández die Inselgruppe. Die zunächst gefundene Insel nannte er Más a Tierra (näher zum Festland). Die Isla Más Afuera (weiter draußen) entdeckte er 160 km weiter westlich. Ein erster Besiedlungsversuch im Jahr 1591 mit 60 Indios, denen Ziegen und Hühner mitgegeben wurden, scheiterte. Immer wieder wurden die Inseln für einige Jahre bewohnt, doch erst seit 1877 sind sie dauerhaft besiedelt.
Im 17. und 18. Jahrhundert wurden die Inseln von englischen Piraten genutzt, um spanische Schiffe und Handelsrouten anzugreifen. So nutzte 1680 der englische Pirat John Watling die Inseln als Zwischenstation, um die Stadt Arica (damals im Vizekönigreich Peru) anzugreifen.
Von 1704 bis 1709 lebte der schottische Seemann Alexander Selkirk allein auf der Isla Más a Tierra, nachdem er sich mit seinem Kapitän William Dampier zerstritten hatte und sich an Land absetzen ließ. Der Schriftsteller Daniel Defoe benutzte Selkirks Geschichte als Basis für seinen Roman Robinson Crusoe. Das Eiland wurde 1970 in Isla Robinson Crusoe umbenannt, während die Insel Isla Más Afuera irreführend Isla Alejandro Selkirk genannt wird.
1741 landeten die Tryall und das Flaggschiff Centurion des britischen Kapitän zur See George Anson auf Más a Tierra, nach einem Monat zwei weitere, die Gloucester und die Anna. Die Anna wurde aufgegeben, weil ihr Rumpf verrottet war. Seine Flotte umfasste noch 335 Menschen, und die Besatzungen der restlichen Schiffe konnten sich mit frischem Proviant versorgen. Die Quarto-Ausgabe des Berichts über die Reise von Richard Walter über Ansons Reise enthält eine Illustration von Más a Tierra nach einer Zeichnung von Piercy Brett, einem Leutnant auf Ansons Flaggschiff Centurion, und zeigt die Zelte der Seeleute in einer Waldlichtung.
Ab 1810 wurden die Inseln zum Exilgefängnis für Freiheitskämpfer im Unabhängigkeitskampf gegen die Spanier. Sie überlebten mehrere Jahre in Höhlen oberhalb der Bahia Cumberland. Unter den Verbannten befanden sich die späteren chilenischen Präsidenten Manuel Blanco Encalada und Agustín Eyzaguirre.
Seit 1818 gehört die Inselgruppe zu Chile. 1823 besuchte der englische Lord Thomas Cochrane die Inseln. Cochrane war von 1817 bis 1825 Admiral der chilenischen Flotte.
1877 begann Chile mit der Besiedlung der Inselgruppe. Der Berner Patrizier Alfred von Rodt (1843–1905), der in jungen Jahren im österreichischen Heer gegen Preußen gekämpft hatte und verwundet worden war, pachtete die Insel und ließ sich dort nieder. Er begann mit ihrer Erschließung und Besiedlung und war Mitbegründer der heutigen Siedlung San Juan Bautista. Er starb am 4. Juli 1905 und wurde auf der Insel begraben.
Im Ersten Weltkrieg stellte sich der deutsche Kreuzer Dresden am 14. März 1915 nach abenteuerlicher Irrfahrt und Verfolgung durch die britischen Kreuzer Kent, Glasgow und Orama in der Cumberlandbucht der Insel Más a Tierra unter chilenische Hoheit. Dennoch eröffneten die Briten das Feuer, und die Dresden geriet in Brand. Schließlich befahl der Kommandant der Dresden die Sprengung seines Schiffes, nachdem sich der größte Teil der Besatzung samt Bordhund und Papagei auf die Robinson-Crusoe-Insel retten konnte. Die Stelle in der Cumberlandbucht ist heute mit zwei gelben Bojen markiert und von der chilenischen Regierung zum Nationaldenkmal erklärt worden. Unter den deutschen Internierten war auch der junge Leutnant Wilhelm Canaris, der in der Zeit des Nationalsozialismus als Abwehrchef amtierte.
1998 kam der amerikanische Industrielle Bernard Keiser auf die Insel mit dem Ziel, einen Schatz, der 1761 von Cornelius Patrick Webb dort versteckt worden sein soll, auszugraben. Ausgestattet mit alten Seekarten und einem Etat von mehreren Millionen Dollar, grub er etliche Tunnel – allerdings bisher erfolglos. Gerüchteweise soll sich auch das Vermögen der zur Zeit des Ersten Weltkrieges in Mexiko lebenden Deutschen an Bord der Dresden befinden. Der Kreuzer hatte Mexiko 1914 angelaufen, bevor seine Odyssee begann.
Heute leben etwa 900 Menschen auf dem Archipel, die meisten vom Tourismus und dem Langustenfischen.
Durch das Erdbeben vom 27. Februar 2010 in Mittelchile wurde ein Tsunami ausgelöst, der fast alle Gebäude der Inselgruppe zerstörte und mehrere Menschenleben forderte.

## Natur und Ökologie
Die Juan-Fernández-Inseln haben, wie etwa auch die Galápagos-Inseln, einen hohen Anteil an endemischen Pflanzen- und Tierarten.
Über 100 weltweit einzigartige Pflanzenarten finden sich hier. Botaniker entdeckten in neuerer Zeit  über 100 Exemplare einer verschwunden geglaubten Orchideenart. Riesenfarne in Baumhöhe wachsen an den Berghängen. Mit der Ankunft der ersten Menschen im 16. Jahrhundert hat sich das Ökosystem der Inseln stark verändert. Zum einen brachten die Menschen neue Arten, die zum Teil invasiv waren, zum anderen wurde durch Fällen von Bäumen, vor allem von Sandelholz, die Vegetation stark verändert. Als Konsequenz ist mittlerweile ein Teil der Isla Robinson Crusoe durch starke Erosion wüstenähnlich geworden und viele endemische Arten sind vom Aussterben bedroht.
Diese Prozesse werden weiter bestehen, unter anderem aufgrund der massenhaften Vermehrung von 1935 eingeführten europäischen Kaninchen und den sogenannten Juan-Fernández-Ziegen. Landschaftlich bietet sich nun ein scharfer Kontrast zwischen der wüstenartig kargen Küstenlinie und der sattgrünen Berglandschaft mit einem undurchdringlichen Bewuchs aus Bäumen, Farnen und Gräsern.
1935 wurde die Inselgruppe zum Nationalpark des Archipiélago Juan Fernández erklärt. Die Inseln stehen heute als Biosphärenreservat auch unter dem Schutz der UNESCO.

## Klima
Das Klima ist feucht und ozeanisch. Im Jahres- und Tagesrhythmus wird es weder besonders heiß noch besonders kalt. Die jährliche Durchschnittstemperatur beträgt 15 °C, wobei diese im Sommer bei 18,7 °C und im Winter bei 7,3 °C liegt.

## Besonderheiten

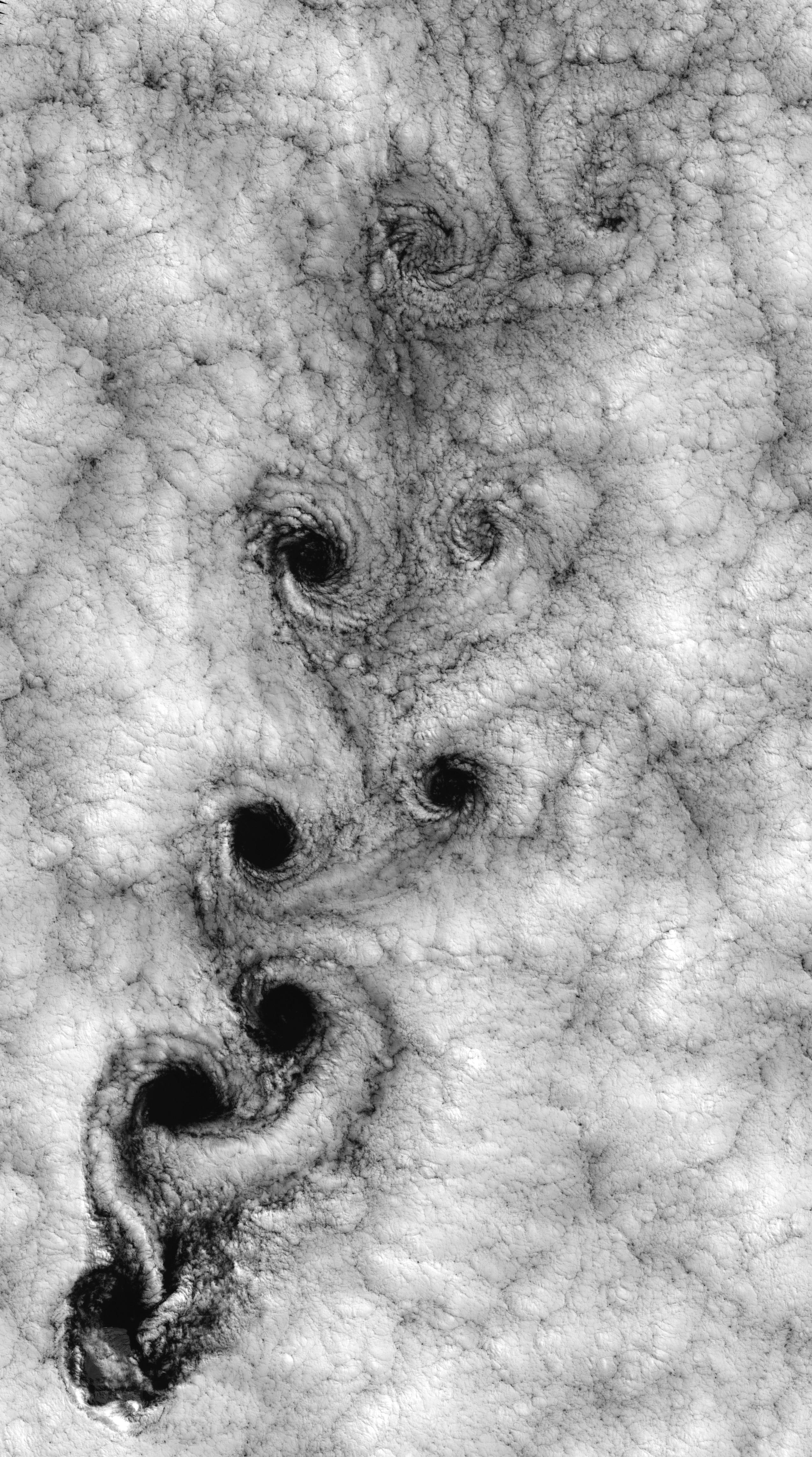
Satellitenaufnahme der durch die Juan-Fernández-Inseln entstehenden Wirbel

Mit 916 Metern (Robinson Crusoe) bzw. 1329 Metern (Alejandro Selkirk) sind die Inseln hoch genug, um den Luftstrom in großen Höhen zu stören. Das führt zu auffälligen Karman-Wirbeln, die vom Weltraum aus gesehen werden können.